# Città del Ciad

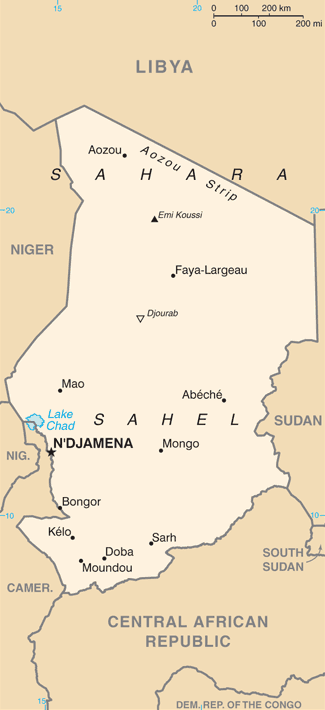
Mappa del Ciad

Lista delle città del Ciad.

## Città

### Città principali
1. N'Djamena (704.200 abitanti)
2. Moundou (136.900 ab.)
3. Sarh (100.100 ab.)
4. Abéché (72.500 ab.)
5. Kélo (41.500 ab.)
6. Koumra (35.400 ab.)
7. Pala (34.600 ab.)
8. Am Timan (28.200 ab.)
9. Mongo (27.100 ab.)
10. Bongor (27.100 ab.)

### Altre località
- Adé
- Adré
- Aouzou
- Ati
- Bardaï
- Bébédjia
- Beïnamar
- Bénoye
- Béré
- Biltine
- Bitkine
- Bokoro
- Bol
- Bousso
- Doba
- Dourbali
- Fada
- Faya-Largeau
- Fianga
- Gaoui
- Goundi
- Gounou Gaya
- Goz Beïda
- Guélengdeng
- Guéréda
- Koro Toro
- Kyabé
- Laï
- Léré
- Linia
- Mao
- Massaguet
- Massakory
- Massénya
- Moïssala
- Moussoro
- Ngama
- Ouara
- Oum Hadjer
- Zouar